# 꼭두각시 (2013년 영화)
"꼭두각시"는 2013년에 개봉한 대한민국의 영화이다.

## 캐스팅
- 이종수 : 지훈 역
- 구지성 : 현진 역
- 원기준 : 준기 역
- 한소영 : 유리 역
- 박혜영 : 바텐더 역
- 김진아 : 현진 그림자 역
- 한동화 : 현진 그림자 역
- 강동우 : 태우 역
- 고혜진 : 정신과 간호사 역
- 주경희 : 여환자 역
- 한국진 : 남자 대학생 역
- 김지현 : 여자 대학생 역
- 최민지 : 여고생 역
- 이승원 : 남자손님 역